# Заслуженный технолог СССР
Заслуженный технолог СССР — почётное звание, присваиваемое работникам конструкторских и технологических организаций, научно-исследовательских учреждений, производственных и научно-производственных объединений и предприятий за выдающийся вклад в разработку и внедрение принципиально новой высокоэффективной техники и технологии, отвечающих по своим технико-экономическим показателям высшему мировому уровню.
Присваивался Президиумом Верховного Совета СССР по представлению Государственного комитета СССР по науке и технике, Академии наук СССР, министерств и ведомств СССР, в ведении которых находились конструкторские и технологические организации, научно-исследовательские учреждения, производственные и научно-производственные объединения и предприятия. Лицам, удостоенным звания «Заслуженный технолог СССР», вручалась грамота Президиума Верховного Совета СССР и нагрудный знак установленного образца, носимый на правой стороне груди, над орденами СССР (при их наличии).

## История
Установлено Указом Президиума Верховного Совета СССР от 14 июня 1985 года.
Первым этого звания Указом Президиума Верховного Совета СССР от 17 декабря 1987 года был удостоен профессор МАИ Владимир Николаевич Крысин.
Упразднено Указом Президиума Верховного Совета СССР от 22 августа 1988 года;